# Ротвайлер
Ротвайлер е порода кучета. Няма точна информация за родината на ротвайлера, според някои източници произходът му датира още от Римската империя. Използван е като домашно и овчарско куче. Според други родината му е Германия. По време на Първата и Втората световни войни е използван като стражево куче.

## Външен вид
В спокойно неподвижно състояние,  набитата му фигура излъчва сила, ловкост и издръжливост. Средно едро, масивно куче, което се отличава със средно голяма глава, силно изразен стоп.
- Глава: Черепът е със средна дължина, сравнително широк в областта между ушите.
- Носна гъба: черно оцветена носна гъба и устна.
- Зъби: ножицовидна захапка на челюстите, силни и в пълен брой четиридесет и два зъба. Захапката му е най-силна сред другите кучета.
- Очи: тъмнокафяви, средно големи, бадемовидни очи.
- Уши: малки, високо поставени висящи уши. Има мощна, здрава шия.
- Крайниците: прави и успоредно поставени, масивни, с релефна, силно развита мускулатура. Лапите са големи и овални, със здрави, сводести пръсти.
- Тяло: Гърбът е прав и здрав. Широк гръден кош.
- Опашка: В спокойно състояние е права, естествено висяща, нито високо, нито ниско поставена. Същата не се копира, съгласно забрана в закона за защита на животните.
- Космена покривка: Козината се състои от основна покривна козина и под косъм. При повишаване на температурите подкосъмът пада. При отглеждане на кучето при ниски температури се развива плътно подкосмие, предпазващо от влага и студ. Космената покривка е къса и гъста, съставена от груби, плътно прилягащи косми. Кожата е дебела, но еластична. Окраската е черна, с червено-кафяви, рязко разграничени рисунъци (по краката, предната част на шията и гърдите, долната част на муцуната и над веждите и по крайниците).

## Характеристика
Появата му издава самобитност, поведението му е самоуверено и смело, ротвайлерът има много стабилна, уравновесена нервна система, не се бои от по-едри противници, влиза в единоборство и се бори с настървение. Има здрава захапка и силен боен дух. Използва се като полицейско куче и като надежден и предан домашен пазач.
Ротвайлерите са забранени в някои американски щати и европейски страни.
Както други едри породи ротвайлерът е предразположен към тазобедрена дисплазия и стомашна дилатация и синдром на волвулус (превъртане на стомаха).